# Fulton Bank

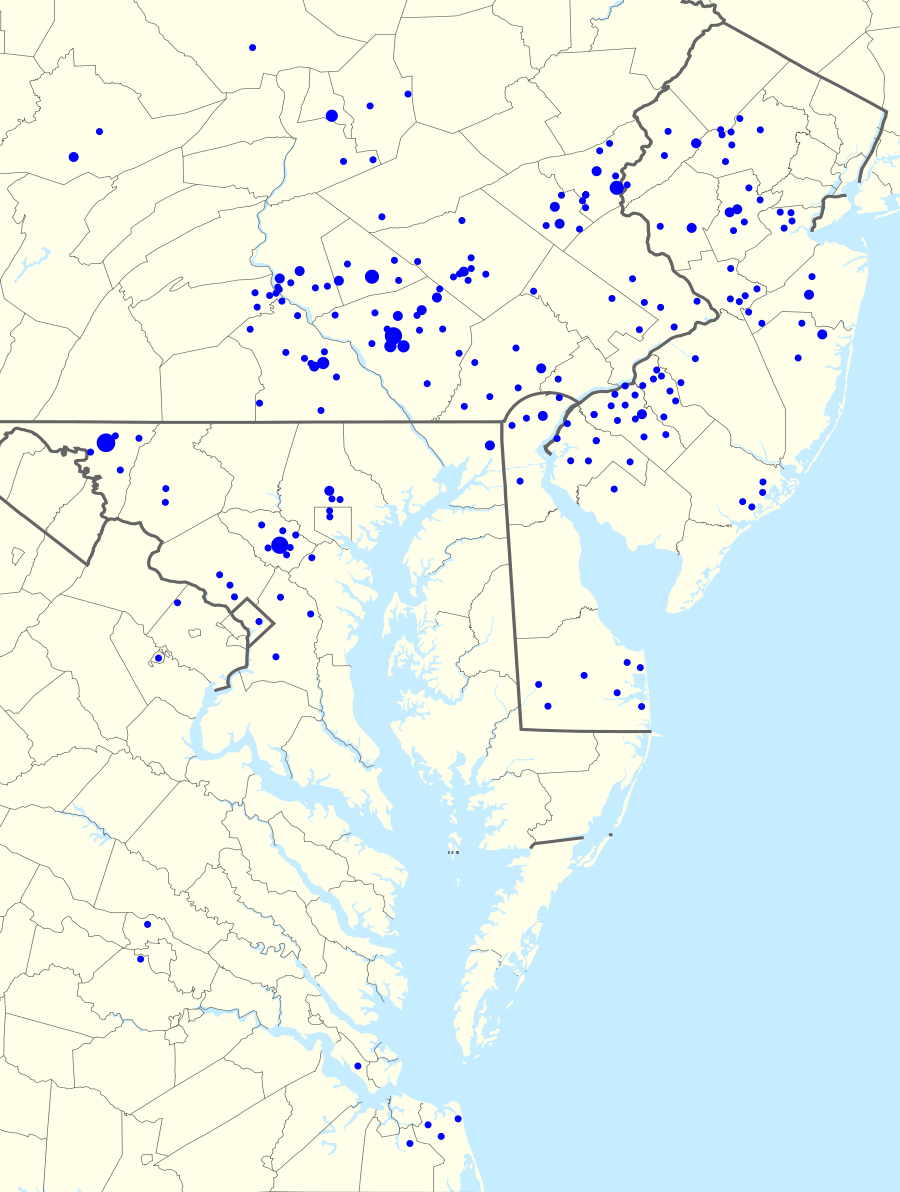
Карта розповсюдження філій Fulton Financial

Fulton Bank — американський банк заснований в 1882 році, як банківська дочірня компанія повністю належить «Fulton Financial Corporation», холдинговій компанії з фінансових послуг і з штаб-квартирою в Ланкастер, Пенсильванія. В даний час, «Fulton Bank» є основним і найбільшим джерелом чистого доходу батьківській мережі компанії.
«Fulton Financial Corporation» має філії в Пенсільванії, Нью-Джерсі, Делавер, Меріленд і Вірджинії. Імена партнерських банків:
- «Fulton Bank, NA»,
- «Fulton Bank of New Jersey»,
- «FNB Bank NA»,
- «Swineford National Bank»,
- «The Columbia Bank»,
- «Lafayette Ambassador Bank».

Станом на 31 грудня 2008 Фултон банк повідомив про 107 філій з активами понад $ 7 млрд, в основному працює в Пенсільванії і Вірджинії.

## Інші джерела
- Fulton Bank [Архівовано 25 червня 2014 у Wayback Machine.]